# On ne vit qu'une fois (Les Simpson)
Pour les articles homonymes, voir Yolo et On ne vit qu'une fois (homonymie).
On ne vit qu'une fois (Yolo) est le quatrième épisode de la vingt-cinquième saison de la série télévisée Les Simpson et le 534e épisode de la série. Il est sorti en premier sur la chaîne américaine Fox le 10 novembre 2013.

## Synopsis
Homer reçoit Eduardo, son correspondant de l'Espagne, qui va l'aider à accomplir ce qu'il désirait faire quand il avait dix ans. Et à côté de ces événements, Lisa introduit un nouveau code d'honneur scolaire. 

## Réception
Lors de sa première diffusion l'épisode a attiré 4,3 millions de téléspectateurs.